# نادي بورجيز لكرة السلة للسيدات
نادي بورجيز لكرة السلة للسيدات (بالفرنسية: Tango Bourges Basket)‏ هو فريق كرة سلة فرنسي للسيدات تأسس في سنة 1967 يقع مقره في بورجيز. يلعب في الدوري الفرنسي لكرة السلة للسيدات.

## الإنجازات
- الدوري الأوروبي لكرة السلة للسيدات
  - 1997، 1998، 2001
- كأس رونكيتي
  - 1995
- الدوري الفرنسي لكرة السلة للسيدات
  - 1995، 1996، 1997، 1998، 1999، 2000، 2006، 2008، 2009، 2011، 2012، 2013
- كأس فرنسا لكرة السلة للسيدات
  - 1990، 1991، 2005، 2006، 2008، 2009، 2010

## أبرز اللاعبات
من أبرز اللاعبات اللاتي لعبن معه:
- لايا بالاو
- سيلين دومريك

## وصلات خارجية
- الموقع الرسمي